# 2011年4月福島地震
2011年4月福島地震（日语：／ fukushimaken hamadōri jishin ?）是場強烈的板塊內餘震，其矩震級為6.6級，在日本標準時間4月11日下午5時16分（协调世界时上午8時16分）於日本福岛县濱通地區發生。震源深度為13公里，屬淺層地震，震央位於磐城市以西約36公里的內陸，引起大範圍的強烈震動，部份地區的震動更為劇烈。這是2011年日本東北地方太平洋近海地震後的眾多餘震之一，也是震央位於內陸的最強餘震之一。
這次地震是由於磐城市以西的正斷層而發生，並引發鄰近山區的多宗山崩。這次地震引發幾宗火災，導致22萬戶家庭停電。日本氣象廳向部份地區發布海嘯警報，但並無產生明顯的海嘯。地震造成的建築物結構性破壞較小，但仍造成四人死亡、十人受傷。強烈的地面運動重新激活附近的地質斷層，使研究人員在該地區進行廣泛的地質調查。

## 地質背景
本次矩震級為6.6級地震在協調世界時2011年4月11日上午8時16分於福島縣濱通地區發生，震源深度13公里，震央距離福島縣磐城市以西約36公里，或东京之東北偏北約161公里。在震央以東，太平洋板塊隱沒於鄂霍次克板块之下，本州东北地方的大部分地區均位於該板塊之上。由此產生的應力在板塊邊緣附近建立，導致東北地方東岸的地壳變形和褶皺，發展出內陸淺層斷層。這次板塊內地震發生在井戶澤斷層附近，井戶澤斷層是磐城市田人村附近濱通地區的一個淺層地殼斷層，之前一直不活躍。
震央附近的調查顯示，地表破裂長約11公里，出現多個斷層崖，垂直位移大致為0.8至1.5米；最大位移為2.3米，發生在一個名為鹽平（Shionohira）的小村莊。在破裂的西側下沉處觀察到斷層局部向右平移約30厘米。與該地表特徵相關的井戶澤斷層部分於2011年被歸類為“鹽平斷層”。附近的湯之岳斷層是鹽平斷層東北部的一條正常傾斜滑斷層，已沉睡12萬至13萬年，在這次地震中也出現破裂。這些觀測結果表明，這次地震是由於具有一定平移成分的正斷層作用而發生的。
儘管震央位於不同的斷層帶附近，但此次地震仍被歸類為2011年日本東北地方太平洋近海地震的餘震，該地震發生在距離其東北約235公里的近海。該場矩震級達9.0級地震引發廣泛的地震活動，由其引發的一系列餘震包括超過67場規模達矩震級6.0級或以上的地震。除了這次地震外，其中四次餘震的矩震級為7.0級或以上。

## 震害情况

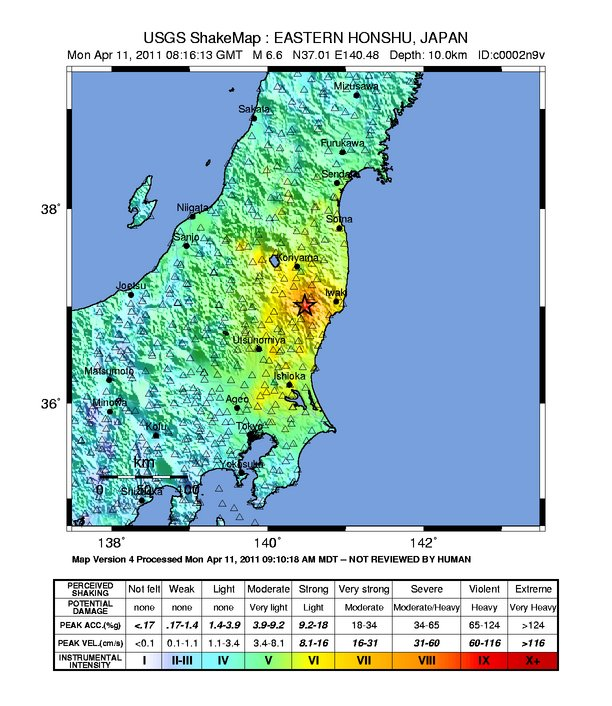
美國地質調查局的地震烈度分佈圖

地震於下午較後時間發生在福島縣人口密度中等的地區附近，然而震央四周的大多數建築物都能抵抗地震震動。這次地震的震源深度異常地淺，在許多鄰近的縣都產生明顯震動。石川町錄得最強的地面震動，在修訂麥加利地震烈度表上為VIII度（嚴重）。磐城市、須賀川市、黑磯市、大田原市和北茨城市感受到強烈的震動（VI度），東京和横滨市等距離震央數百公里的地區亦有輕微震感（IV度）。地震導致約22萬戶家庭停電，其中大部分發生在磐城市。距離震央70公里的福島第一核電廠的工作人員均已疏散至安全地方，工廠的外部電源也被切斷。三個反應堆的冷卻水注入因停電而短暫中斷，但在日本標準時間晚上6時05分恢復核電站的服務。地震後，當局暫時關閉東京國際機場的所有跑道，NTT DOCOMO限制14個都道府縣的語音通話。東日本旅客鐵道暫時停止服務，以重啟五條子彈列車路線中的其中四條；該區的其他新幹線列車也被暫停。
地震在磐城市引發多宗火災，其中一宗發生在淺川町。消防車撲滅第一三共小名濱工廠液化天然氣罐的火災。大部分建築物損壞是由於磐城市附近山坡上分散的岩崩和山泥傾瀉所造成。山泥傾瀉壓毀該市的兩架汽車並掩埋三所房屋，使許多居民被困。該事件導致兩人當場死亡。四人受重傷，被送往醫院；其中一人後來亦宣布不治。連接埼玉縣三鄉市至宮城縣富谷市的常磐自動車道福島縣道14號磐城石川線因一場面積120米乘100米的大型山泥傾瀉而導致交通中斷。在非常接近震央的田人村，一場170米乘50米的山泥傾瀉形成一個堰塞湖，湖水深為15米，存儲容量為1,000至2,500立方米。在城鎮及其四周觀察到明顯的地面形變和抬升的痕跡，使當地道路受影響，但在很大程度上並無影響其結構。
在茨城縣南部、栃木縣和神奈川縣等震央附近的地區共有七人受輕傷。另有一人在4月12日發生矩震級為6.0級的餘震中受傷。在2011年7月的一份報告中，消防廳確認地震造成四人死亡。

## 震后响应
日本气象厅在檢測到P波（在地震可感知的地面震動前發生的地震波）後發佈紧急地震速报（警報），讓居民在主震發生前有6.8秒的時間尋求掩護。日本广播协会（NHK）表示，當地沿海漁船出海避难，以躲避海嘯的風險。日本氣象廳向部分地區發布海嘯警報，表示海浪可達2米；然而，並無錄得明顯的海嘯，所以警報很快就被取消。為應對地震，消防部門派出搜救隊和應急人員前往受災地區開展救災工作並評估損失情況。六名醫療人員以兩人一組方式被派往神奈川縣、千葉縣和群馬縣。時任首相菅直人推遲原定於日本標準時間下午5時50分舉行的紀念東北地方太平洋近海地震發生一個月的新聞發布會。

## 观测研究
這次地震是东日本大地震后最大的陆上餘震。美國地質調查局最初估計地震強度為7.0至7.1級，但其后將震級下調至6.6級。日本氣象廳評估其震級為7.0級（日本气象厅震级，Mj），震源深度為6.4公里。
這次地震之後又發生多次規模較小的餘震；在同一天，震央附近至少錄得11次3.5級（Mj）或以上的地震。在這一系列地震中，最強的震級為5.5級（Mj），發生在主震後3.5小時內。4月12日，該區發生矩震級為6.6級（6.4級Mj）的淺層地震和幾次規模較小的餘震。
這次地震發生在歷史上地震活動水平較低的地區；研究表明，近期斷裂帶附近的活動是由東北地方太平洋近海地震所引發。自從地震重新激活斷層以來，鹽平斷層和湯之岳斷層為當地地質調查提供有關地區性地面形變、沉积岩分佈和山泥傾瀉脆弱性的重要數據。地震發生後，山形大學教育、藝術與科學學院的矢木博教授指出：「在不久的將來，可能會發生相同規模的大範圍餘震」。

## 外部連結
- 日本發生6.6級餘震（页面存档备份，存于）——CBS新聞
- 6.6級地震——日本本州東部（页面存档备份，存于）——美國地質調查局